# Antoni Gutiérrez Díaz

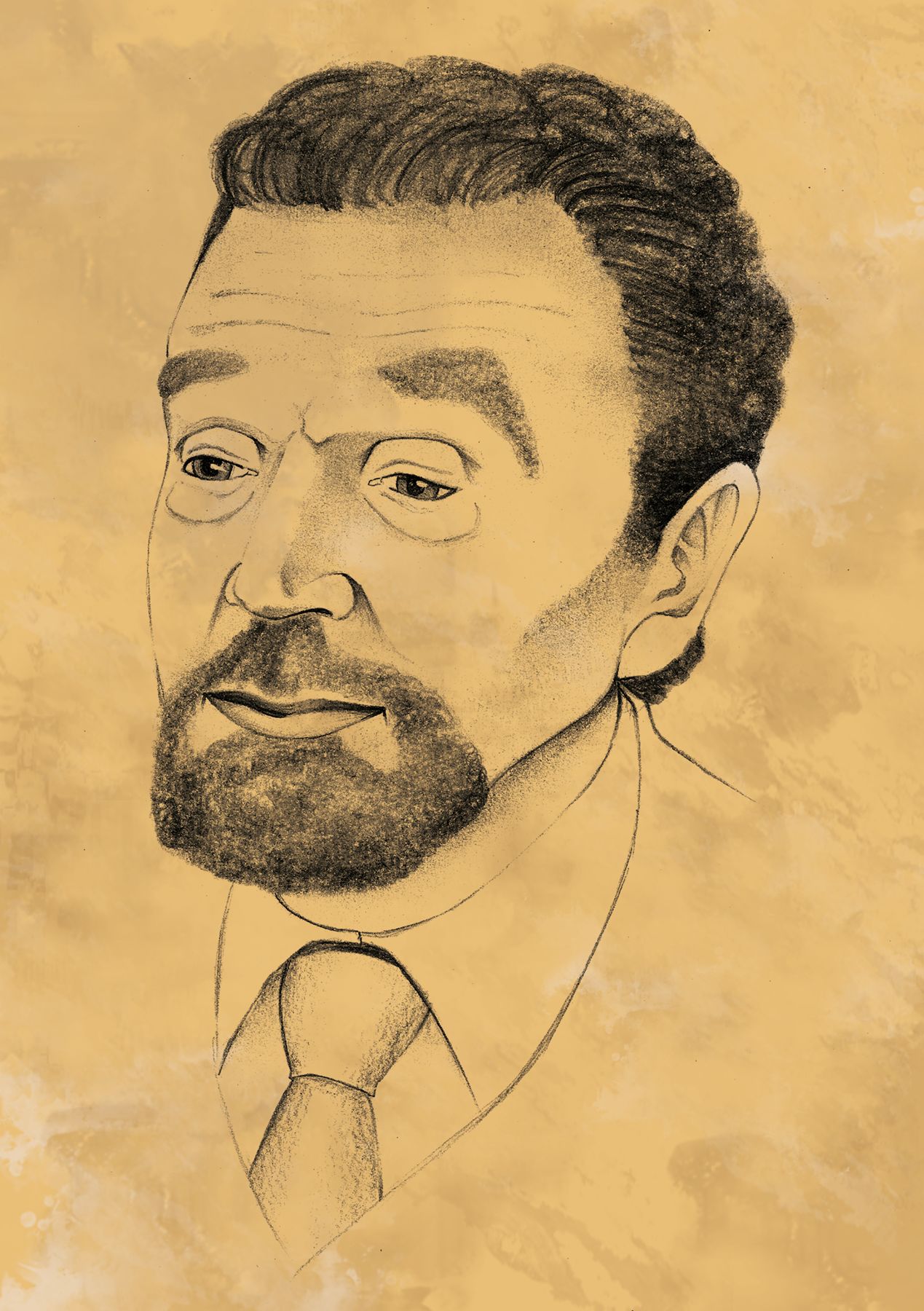
Antoni Gutierrez Diaz

Antoni Gutiérrez Díaz (1929 — Barcelona, 6 de Outubro de 2006) foi um político catalão.

## Cargos
- Secretário geral do Partido Socialista Unificado da Catalunha (PSUC).
- Deputado no parlamento espanhol.
- Deputado no parlamento da Catalunha.
- Deputado e vice-presidente no parlamento Europeu.